# AWO Psychiatriezentrum

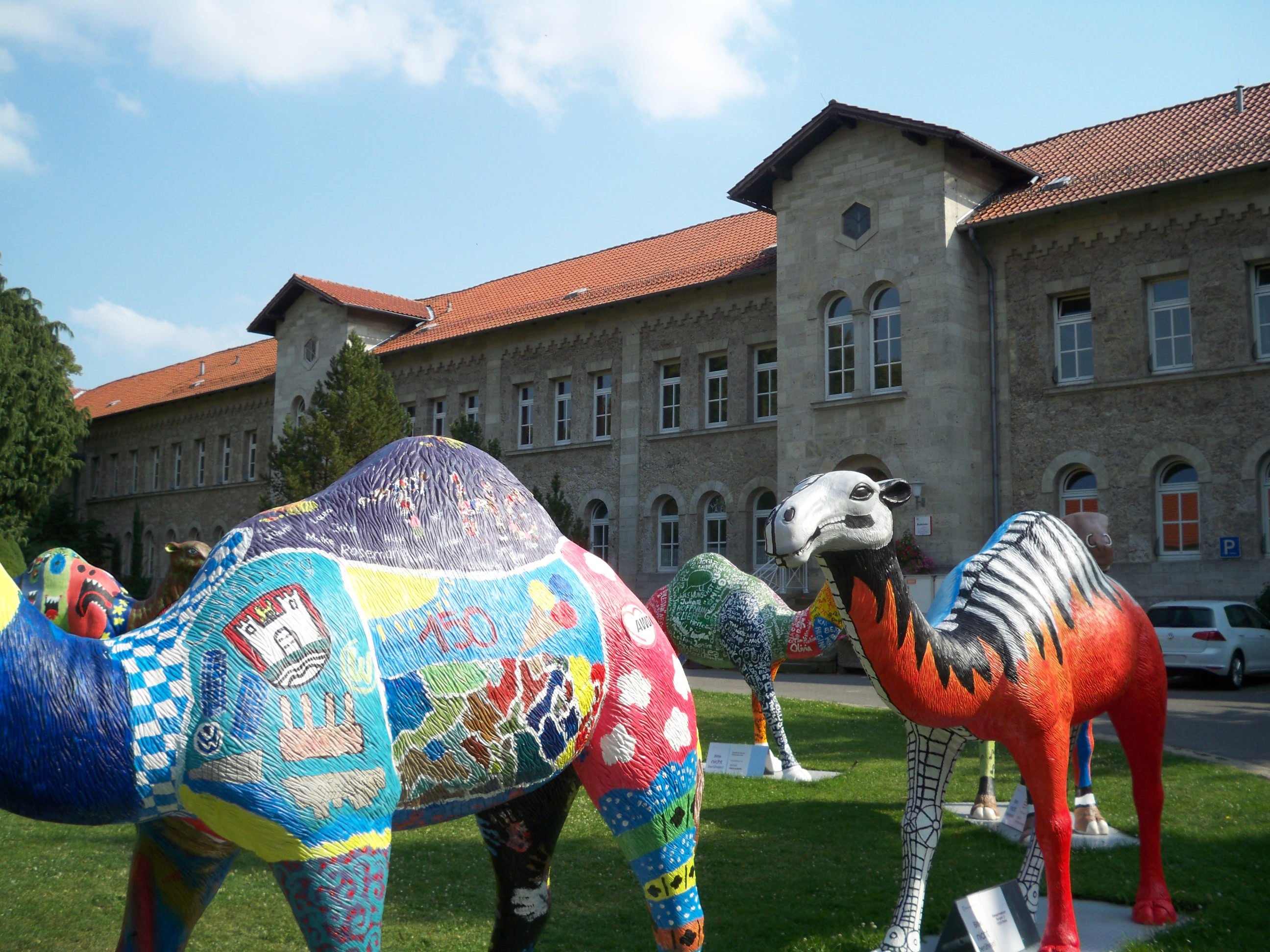
Von Schülern des Einzugsgebietes anlässlich des 150-Jahre-Jubiläums gestaltete Dromedare vor Klinikum C

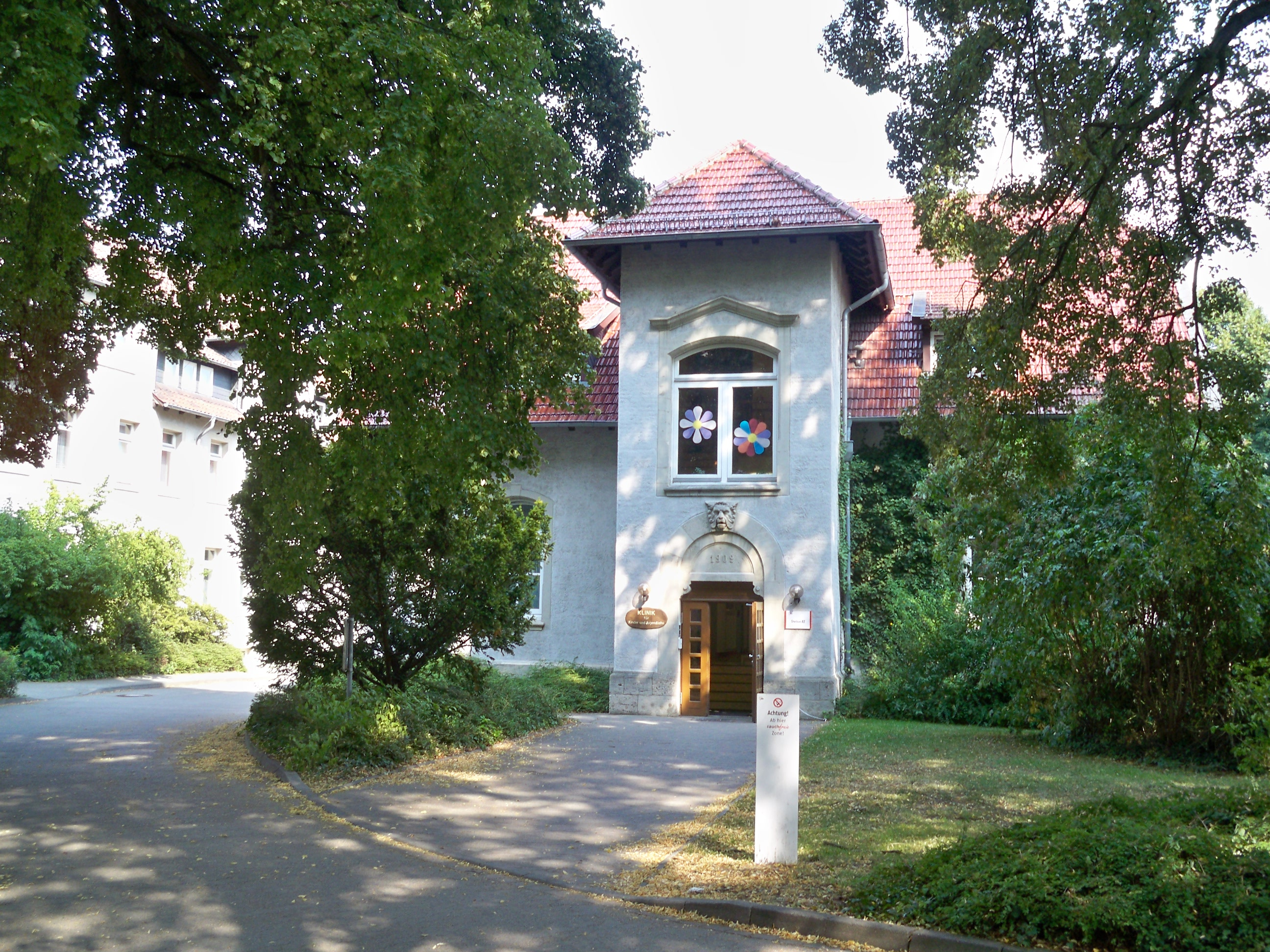
Station der Klinik für Kinder- und Jugendpsychiatrie

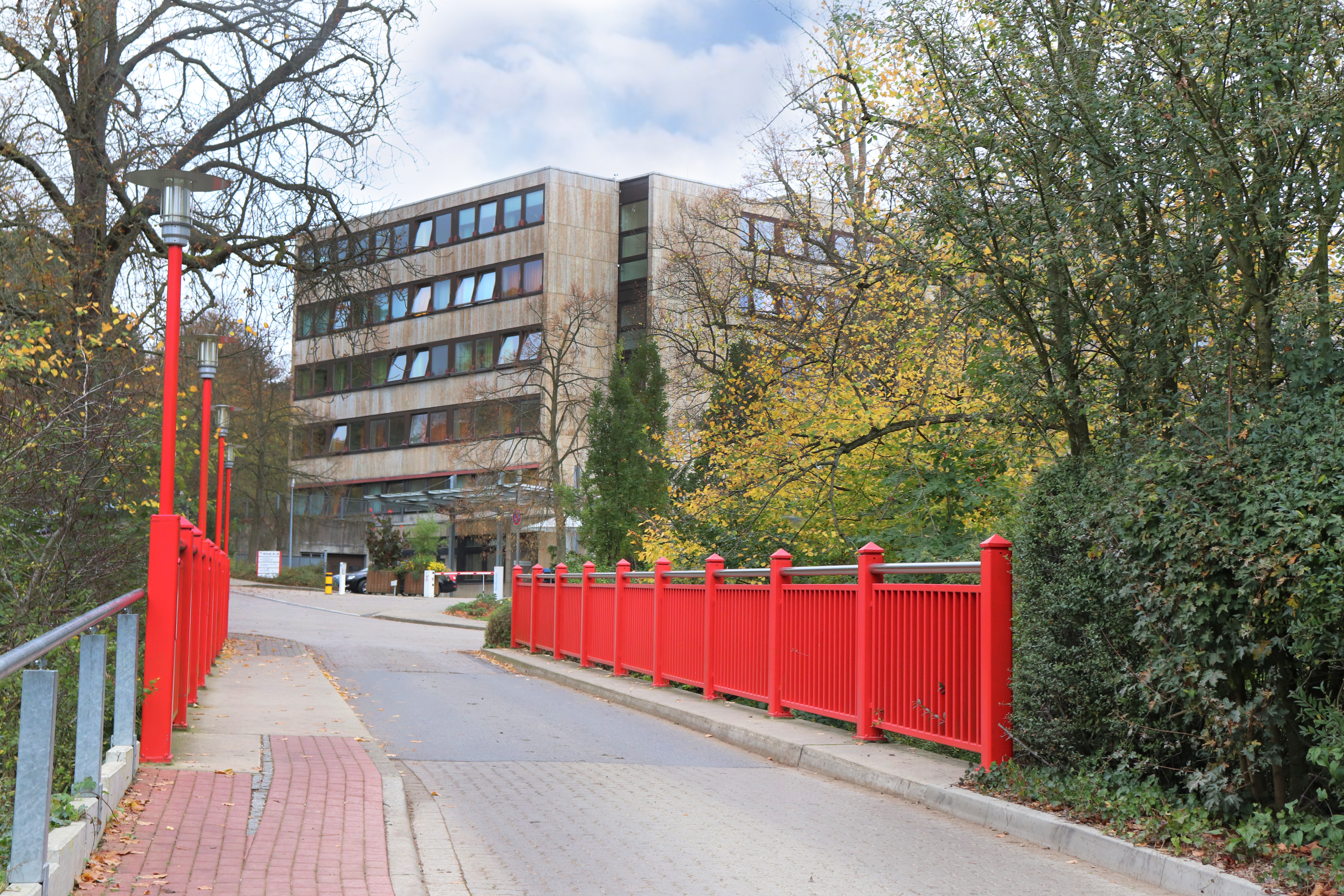
Die rote Brücke mit Aussicht auf Klinik A

Der Berggarten

Das AWO Psychiatriezentrum, Langform: AWO Psychiatriezentrum Fachkrankenhaus für Psychiatrie und Psychotherapie, ist eine psychiatrische Klinik in Königslutter am Elm in Niedersachsen. Mit seinen 1300 Mitarbeitern ist es der größte Arbeitgeber des Landkreises Helmstedt. Sein Versorgungsgebiet umfasst die Städte Braunschweig und Wolfsburg sowie vier Landkreise in Niedersachsen. Außerdem ist es das größte psychiatrische Fachkrankenhaus des Bundeslandes.

## Geschichte
1865 wurde in Königslutter auf ehemaligen Ländereien des früheren Benediktinerklosters die „Landesheil- und Pflegeanstalt Königslutter“ eröffnet. Für Männer und Frauen gab es 152 Betten in dem damaligen Haupthaus. Bis 1890 wurde das Krankenhaus auf 350 Betten ausgebaut.

### Zeit des Nationalsozialismus
In der Zeit des Nationalsozialismus war es Durchgangsstation für die Aktion T4. Am Kriegsende befanden sich dort ein Reservelazarett und ein Hilfskrankenhaus; es gab nur noch wenige Patienten mit psychiatrischen Erkrankungen.

### Nachkriegszeit
1954 wurde es in „Niedersächsisches Landeskrankenhaus Königslutter“ umbenannt. 1969 entstand die heutige „Klinik B“, ein 150-Betten-Haus, 1979 die heutige „Klinik A“. 1982 wurde die „Abteilung für Psychiatrie des Kinder- und Jugendalters“ eröffnet, im Folgejahr die „Abteilung für Sozialpsychiatrie und Neuropsychiatrie“. 1985 entstand die „Psychotherapieabteilung“.
Am 1. September 2007 übernahm die Gesellschaft AWO Niedersachsen gGmbH der Arbeiterwohlfahrt (AWO) das Krankenhaus, das seither „AWO Psychiatriezentrum“ heißt.

## Struktur und Daten
Die Klinik befindet sich am Südwestrand Königslutters, nahe dem Kaiserdom, auf einem parkartigen, 33 Hektar großen Gelände. Sie besteht aus zahlreichen Einzelhäusern. Neben 593 Betten für stationäre Behandlungen gibt es 112 Betten für teilstationäre Behandlungen und 91 Betten in der Forensischen Psychiatrie. Pro Jahr werden rund 8000 Patienten betreut; die durchschnittliche Verweildauer beträgt 28 Tage.
Folgende fünf Kliniken, die sich in mehr als 30 Stationen aufgliedern, gehören zum Psychiatriezentrum:
- Klinik für Allgemeinpsychiatrie und Psychotherapie mit der
  - Abteilung für Abhängigkeitserkrankungen und komorbide Störungen
  - Abteilung für psychotische Erkrankungen
  - Abteilung für affektive Störungen
- Klinik für Psychosomatische Medizin und Psychotherapie
- Klinik für Gerontopsychiatrie
- Klinik für Kinder- und Jugendpsychiatrie
- Klinik für Forensische Psychiatrie

Auf dem Klinikgelände in Königslutter befinden sich eine eigene Berufsfachschule Pflege und die Tochtergesellschaft „AWO Psychiatrie Akademie gGmbH“ für Fortbildungsveranstaltungen. Die Tochtergesellschaft AWO Niedersachsen MVZ gGmbH betreibt auf dem Gelände ein Ambulanzzentrum mit psychiatrischem Pflegedienst.
Das AWO Psychiatriezentrum betreibt Tageskliniken für Erwachsene in Wolfsburg, Wolfenbüttel, Peine und Gifhorn sowie für Kinder und Jugendliche in Wolfsburg und Braunschweig.
Rund 1300 Mitarbeiter und etwa 100 Auszubildende arbeiten beim AWO Psychiatriezentrum. Es versorgt neben Braunschweig und Wolfsburg die Landkreise Gifhorn, Helmstedt, Peine und Wolfenbüttel. Im Einzugsgebiet leben etwa 880.000 Menschen.

## Sonstiges
- Auf dem Gelände steht die etwa im 12. Jahrhundert gepflanzte Kaiser-Lothar-Linde.
- Teil des Psychiatriezentrums ist der 1879 angelegte, 1,6 Hektar große „Berggarten“.[7]

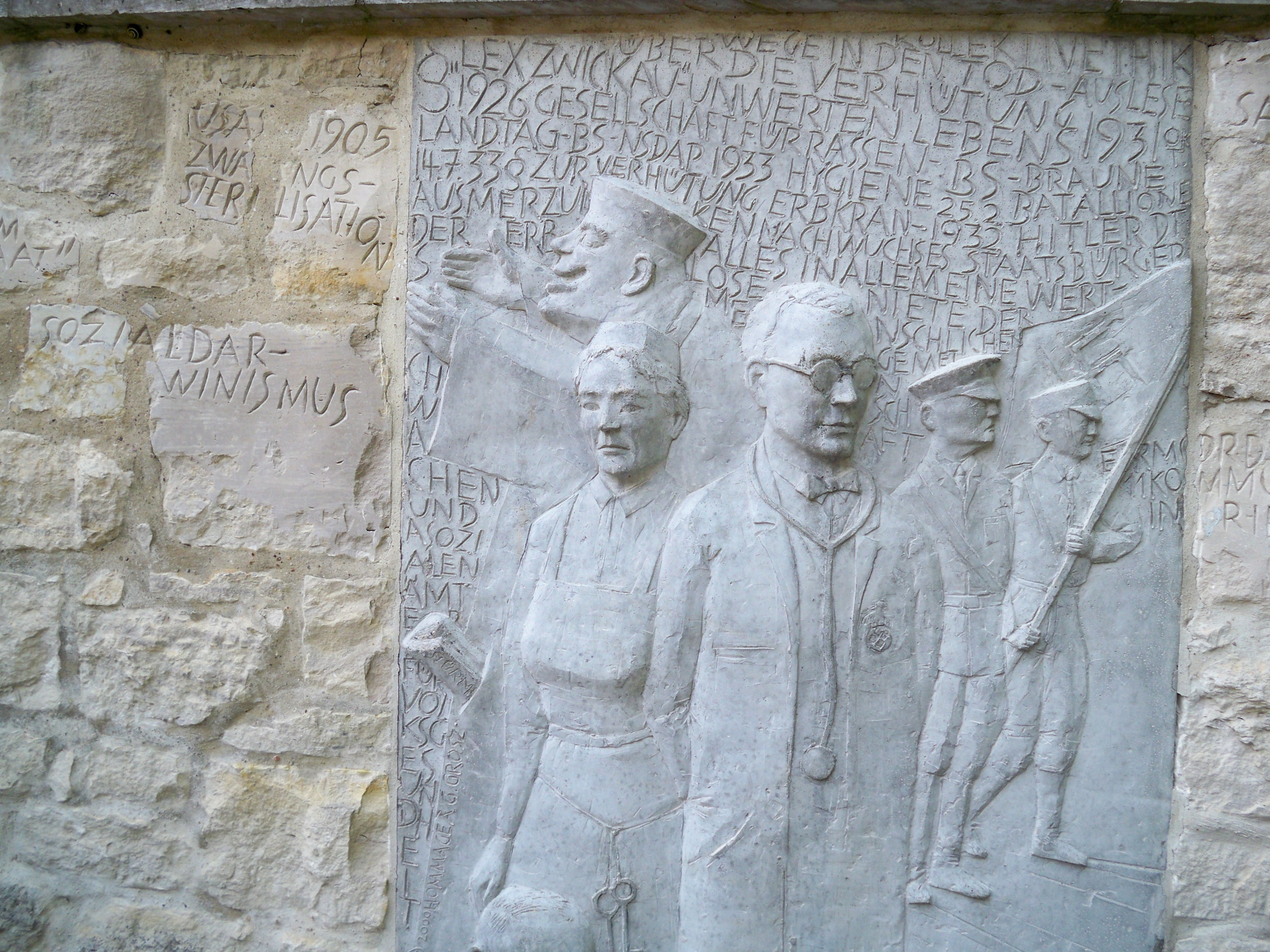
Mahnmal für die Opfer der Aktion T4 (Ausschnitt)

- 2003 wurde am Rande des Berggartens ein Mahnmal für die Opfer der Aktion T4 eingeweiht.[8]
- Im Eingangsbereich der „Klinik A“ befindet sich seit 2010 ein 2,8 m × 6,06 m großes Wandgemälde von Alfred Gockel.